# Rieutow
Rieutow (ros. Реутов) – miasto w Rosji, w obwodzie moskiewskim. W 2021 liczyło 108 000 mieszkańców.

## Miasta partnerskie
- Mansfield, Wielka Brytania
- Nieśwież, Białoruś